# Sin independencia antes del gobierno de la mayoría
Sin independencia antes del gobierno de la mayoría (NIBMAR del inglés: No independence before majority rule) fue una política adoptada por el Reino Unido que requería la implementación del gobierno de la mayoría en una colonia, en lugar del gobierno de la minoría colonial blanca, antes de que el imperio otorgara la independencia a sus colonias. A veces se reinterpretaba como que no habrá independencia antes del gobierno de la mayoría africana.

## Rodesia
En particular, se defendió la posición de NIBMAR con respecto al futuro estatus de Rodesia como estado independiente. El primer ministro británico, Harold Wilson, fue presionado para que adoptara el enfoque durante una conferencia en Londres. Wilson inicialmente no estaba dispuesto a hacerlo, por temor a que redujera la velocidad a la que Rodesia podría obtener la independencia, pero Lester Pearson, el Primer Ministro de Canadá, formuló un proyecto de resolución que comprometía a Wilson con NIBMAR. Wilson defendió la política cuando los conservadores de la oposición la atacaron como desastrosa. Sin embargo, el logro duró poco, ya que Wilson continuó extendiendo ofertas a Ian Smith, el primer ministro de Rodesia, que Smith finalmente rechazó. Esto llevó al gobierno de Smith a declarar la independencia de Rhodesia sin el consentimiento británico.